# Bimbisara
Bimbisara was een koning van Magadha, een van de mahajanapada's, en degene die aanzet waarmee Magadha uit zou groeien tot de machtigste van deze staatjes. Volgens de Buddhacharita behoorde Bimbisara tot de Haryanka-dynastie, al zijn er teksten die hem plaatsen in de Shaishunaga-dynastie. Hij is ook bekend onder de titel Seniya (hij die een leger heeft) of Shrenika, wat er mogelijk op duidt dat hij aanvankelijk legeraanvoerder was, waarschijnlijk uit Vajji. Dit laatste blijkt echter niet uit de Mahavamsa.
Zowel boeddhistische als jaïnische geschriften beschrijven hem als aanhanger van hun religie. Zo wordt hij in boeddhistische soetra's en jataka's beschreven als voornaam discipel van de in die tijd levende Gautama Boeddha, terwijl hij anderzijds wordt beschreven als aanhanger van Mahavira, de grondlegger van het jaïnisme. Volgens de geschriften van het Pali-canon was koning Bimbisara een sotapanna, een heilige van de laagste graad.

## Huwelijkspolitiek
Volgens de Mahavamsa zou Bimbisara op vijftienjarige leeftijd door zijn vader Bhattiya als koning zijn aangesteld, zodat de dynastie mogelijk niet begon met Bimbisara. Door een uitgekiende huwelijkspolitiek – de Mahavagga heeft het zelfs over 500 vrouwen – wist hij allianties met andere mahajanapada's te sluiten en zijn positie te verstevigen. Zijn eerste vrouw was Kosaladevi, zuster van koning Pasenadi of Prasenajit van Koshala, die op zijn beurt een prinses uit Magadha als eerste vrouw had. Bimbisara kreeg een dorpje in Kashi als bruidsschat.
Zijn tweede vrouw was Chellana, dochter van Chetaka, het hoofd van de negen ganaraj van de Lichchhavi-clan uit Vaishali in de gana-sangha Vajji. Chetaka was ook de broer van Trishala, de moeder van Mahavira.
Bimbisara zou ook Vasavi hebben gehuwd, een prinses uit Videha die daarom bekend werd als Vaidehi. Vaidehi zou geboorte hebben gegeven aan Ajatasattu, de latere opvolger van Bimbisara, al zijn er ook werken die Kosaladevi of Chellana de bijnaam Vaidehi geven en moeder van Ajatasattu noemen.
Verder huwde hij Khema, dochter van een stamhoofd van de westelijke Madra uit Sakala in de Punjab. Zij zou als volgeling van de Boeddha diens meest wijze bhikkhuni worden.

## Veroveringen en bestuur
Zijn huwelijksallianties en de daarmee afgesloten vredes maakten de weg vrij voor een expansiepolitiek. Bhattiya, de vader van Bimbisara, zou eerder verslagen door zijn door koning Brahmadatta van Anga. De hoofdstad van Magahda, Girivraja of Rajagriha, zou zelfs enige tijd in handen zijn geweest van Anga. Bimbisara veroverde Anga daarna alsnog en stelde zijn zoon Kunika (Ajatasattu) aan als gouverneur van de hoofdstad van Anga, Champa – een van de zes belangrijke steden ten tijde van de Boeddha en een belangrijke havenstad aan de samenloop van de Ganges en de Champa-rivier.
Hoewel het aantal veroveringen daarna beperkt lijkt te zijn geweest, beschikte Bimbisara mogelijk over een staand leger, wat ook de titel Seniya zou verklaren. Dit leger zou mogelijk zijn door de efficiënte gedecentraliseerde bureaucratie die Bimbisara instelde, waarbij elk van duizenden dorpen (gramaka) bestuurd werd door een gramani of dorpshoofd. Ook zou hij wegen hebben laten aanleggen.
Betrekkingen werden niet alleen via huwelijken en veroveringen bestendigd. Zo zond Bimbisara zijn hofarts Jivaka naar koning Pradyota van Avanti toe deze ziek was. Jivaka zou ook de arts van de Boeddha worden en wist zo uit te groeien tot de bekendste medicus die tot in moderne tijden geroemd wordt. Pushkarasarin of Pukkusati van het westelijke Gandhara zond een gezantschap naar Bimbisara, mogelijk om steun te vragen tegen Pradyota.

## Dood
Devadatta was een neef van de Boeddha en jaloers op diens status en zocht naar manieren om de Boeddha dwars te zitten. Hij zag een kans bij de kroonprins en zou Ajatasattu hebben aangespoord om Bimbisara gevangen te zetten en te laten verhongeren. Ajatasattu zou alleen zijn moeder hebben toegelaten bij zijn vader. Die smokkelde voedsel mee naar binnen en nadat ze daarop betrapt werd, zou ze zichzelf in honing hebben gebaad om haar man in leven te houden. Ook dit kwam uit en uiteindelijk stierf Bimbisara, waar verschillende verhalen over zijn. De verhalen verschillen ook over het verloop daarna, waarbij in een versie Ajatasattu spijt zou hebben van zijn daad na de geboorte van zijn zoon Udayin en het ervaren van vaderliefde, terwijl Udayin in een andere versie zijn grootvader zou hebben gekend.
Toen Bimbisara stierf, stierf zijn vrouw Kosaladevi van verdriet. Haar broer Pasenadi herriep vervolgens het dorpje in Kashi, waarop Ajatasattu Kashi veroverde.

## Chronologie
De chronologie van de vroege dynastieën hangt mede samen met het sterftejaar van de Boeddha. Aangezien diens mahaparinibbana onbekend is, zijn ook de regeringsjaren onzeker. Volgens de boeddhistische traditie stierf de Boeddha tijdens het achtste regeringsjaar van Ajatasattu. Volgens theravada, het boeddhisme van het zuiden, vond de mahaparinibbana plaats in 544/543 v.Chr., de lange chronologie. Buiten theravada wordt dit niet als realistisch gezien. Veel Indische historici achten de gecorrigeerde lange chronologie waarschijnlijker, waarbij de mahaparinibbana rond 483 v.Chr. wordt geplaatst. Het noordelijk boeddhisme gaat uit van de korte chronologie, waarmee het sterfjaar van de Boeddha op 378/368 v.Chr. uitkomt. Veel westerse historici achten het waarschijnlijker dat de Boeddha in de vierde eeuw v.Chr. stierf. Niet alleen het sterftejaar van de Boeddha is onzeker, ook is het bestaan van enkele koningen en het aantal regeringsjaren van veel koningen onzeker, wat elke chronologie verder compliceert.
|                                              | Lange chronologie | Gecorrigeerde lange chronologie | Korte chronologie |
| -------------------------------------------- | ----------------- | ------------------------------- | ----------------- |
| Bimbisara                                    |                   | ~542 - 490 v.Chr.               |                   |
| Ajatasattu                                   |                   | ~490 - 459 v.Chr.               |                   |
| Mahaparinibbana                              | ~543 v.Chr.       | ~483 v.Chr.                     | ~378/368 v.Chr.   |
| Udayin en de volgende drie Haryanka-koningen |                   | ~459 - 427/410 v.Chr.           |                   |
| Shishunaga en zijn opvolgers                 |                   | ~427/410 - 361 v.Chr.           |                   |
| Nanda's                                      |                   | ~361/342 - 321 v.Chr.           |                   |